# Clubiona rava
Clubiona rava là một loài nhện trong họ Clubionidae.
Loài này thuộc chi Clubiona. Clubiona rava được Eugène Simon miêu tả năm 1886.